# Gornje Podunavlje
Pour les articles homonymes, voir Podunavlje.
La réserve naturelle de Gornje Podunavlje (en serbe cyrillique : Горње Подунавље), en français : la « région du Haut Danube », est située au nord de la Serbie, dans la province de Voïvodine. Depuis 2007, le site est inscrit sur la liste des sites Ramsar pour la conservation et l'utilisation durable des zones humides (site no 1737),. Il est également considéré comme une zone importante pour la conservation des oiseaux (ZICO no RS001).

## Géographie
La réserve de Gornje Podunavlje s'étend sur la rive gauche du Danube, à la frontière entre la Serbie, la Hongrie et la Croatie. Elle est située sur un plateau alluvial entre 80 et 88 m au-dessus du niveau de la mer. Elle couvre une superficie de 19,648 km2 et s'étend sur 66 km du cours du Danube (kilomètres 1 366 à 1 433). Le site Ramsar, quant à lui, couvre une superficie de 224,8 km2. Il fait partie d'une vaste zone naturelle transfrontalière, formant une continuité avec le parc national Danube-Drava, au nord, en Hongrie, et le parc naturel de Kopački rit, à l'ouest, en Croatie.
Il est composé d'un ensemble de forêts et de marécages. On y trouve notamment les marais de Bački Monoštor (en serbe : Monoštorski rit) et d'Apatin (Apatinski rit). Il possède un micro-relief particulier. Des formations géologiques du quaternaire recouvrent des sédiments datant du pliocène. Le sol est formé d'alluvions, que viennent couvrir à leur tour des dépôts plus récents après une inondation causée par un débordement du Danube.  On y trouve aussi des sols marécageux couvert d'une couche de gley, tandis que les parties les plus élevées de la réserve comprennent de la terre noire marécageuse et un tchernoziom parsemé de terres salines.

## Biodiversité

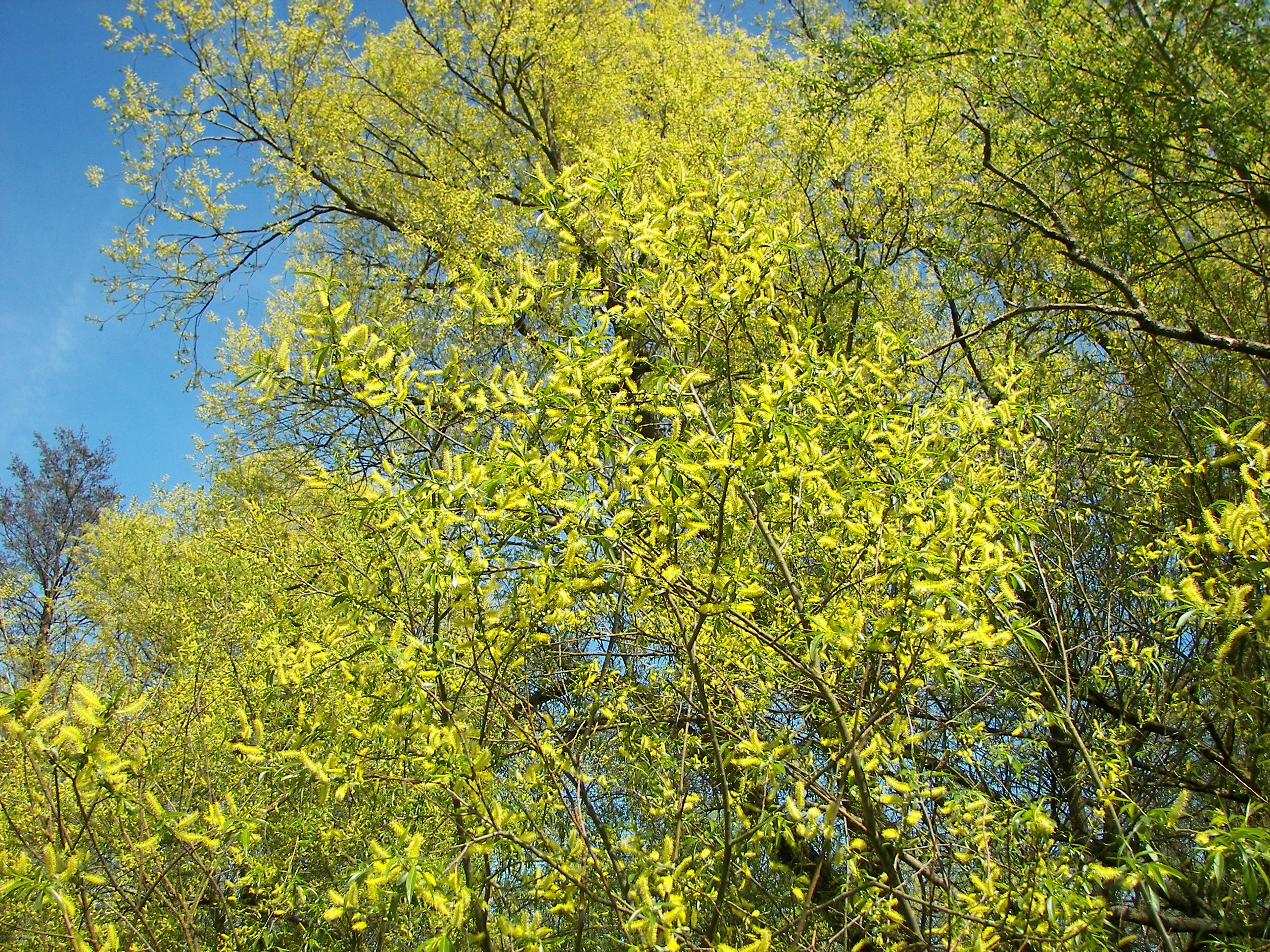
Le saule blanc

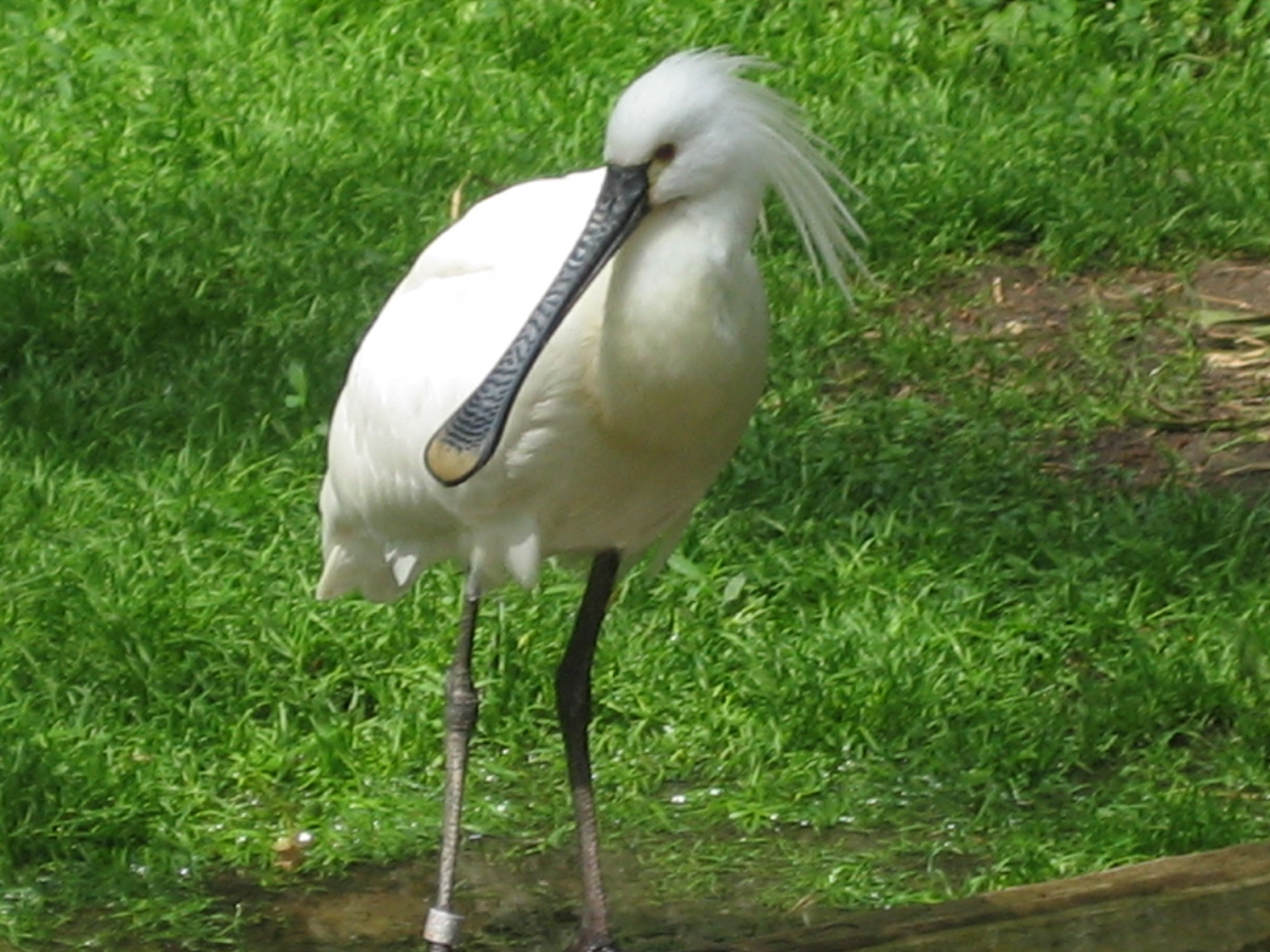
La spatule blanche

### Flore
La réserve de Gornje Podunavlje abrite environ 1 000 espèces de plantes. La forêt couvre une grande partie du secteur ; parmi les espèces d'arbres, on peut signaler le saule blanc (Salix alba), le peuplier noir (Populus nigra), le peuplier blanc (Populus alba), ainsi que le chêne pédonculé (Quecus robur). Parmi les plantes qui poussent dans les prairies, on peut citer plusieurs espèces de laîches (Carex) et de glycéries (Glyceria).

### Faune

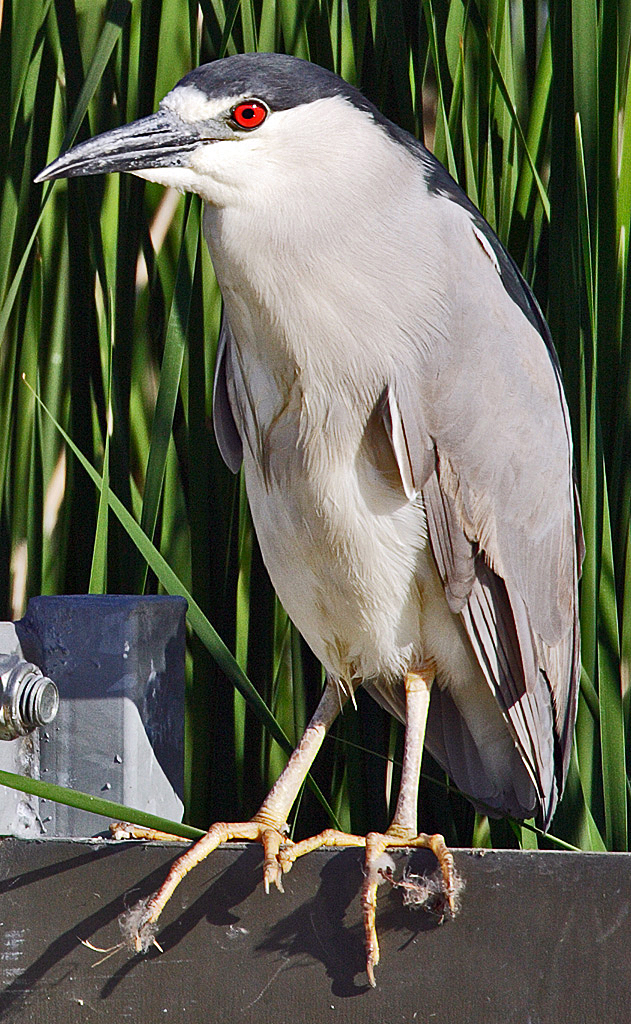
Le bihoreau gris

Sur le plan de la faune, la réserve abrite 55 espèces de poissons, 11 espèces d'amphibiens, 9 espèces de reptiles, 51 espèces de mammifères, ainsi que de nombreux invertébrés, particulièrement les papillons, dont on compte plus de 60 espèces diurnes.
Parmi les mammifères représentés dans la réserve, on peut citer la loutre d'Europe (Lutra lutra), le cerf élaphe (Cervus elaphus) et le chat sauvage (Felis silvestris).
Avec 230 espèces, les oiseaux constituent l'une des grandes richesses de Gornje Podunavlje. Parmi les espèces les plus importantes, on peut citer le fuligule nyroca (Aythya nyroca), la cigogne noire (Ciconia nigra), la cigogne blanche (Ciconia ciconia), la spatule blanche (Platalea leucorodia), le butor étoilé (Botaurus stellaris), le blongios nain (Ixobrychus minutus), le bihoreau gris (Nycticorax nycticorax) et le héron pourpré (Ardea purpurea). Parmi les rapaces, la réserve sert d'abri au milan noir (Milvus migrans) et au pygargue à queue blanche (Haliaeetus albicilla). On y rencontre également la pie-grièche écorcheur (Lanius collurio) et le gobe-mouche à collier (Ficedula albicollis).

## Protection
Gornje Podunavlje a été protégé pour la première fois en 1955, quand un secteur de 10 km2 fut délimité comme un habitat important pour le pygargue à queue blanche et la cigogne noire. Depuis cette époque, la zone protégée et le niveau de protection n'ont cessé d'augmenter. De fait, une réserve naturelle spéciale a été créée en 2001, qui couvre une superficie de 19,648 km2.
Sur le plan international, en 1989, Gornje Podunavlje a été reconnu comme une Zone importante pour la conservation des oiseaux (ZICO ; en anglais : IBA, Important Bird Area) ; cette zone de protection couvre une superficie de 300 km2. En 2004, le site a été inscrit sur la liste de la Commission internationale pour la protection du Danube (International Commission for the Protection of the Danube River, ICPDR). Puis, en 2007, le secteur a été inscrit sur la liste des sites Ramsar pour la conservation et l'utilisation durable des zones humides. Le site devrait être intégré dans le vaste projet de la Ceinture verte européenne,

## Activité humaine
Les parties de Gornje Podunavlje qui ne sont pas inondées par le Danube possèdent quelques pâturages et quelques champs. L'activité économique la plus importante du secteur reste l'exploitation forestière et la chasse.